# Kapitan bojne ladje (Slovenska vojska)
Kapitan bojne ladje je pomorski častniški vojaški čin v uporabi v Slovenski vojski (SV). Kapitan bojne ladje je tako nadrejen kapitanu fregate in podrejen kapitanu. Pomorski čini Slovenske vojske (in s tem tudi ta čin) so bili uvedeni leta 1995.
Čin je enakovreden činu polkovnika, ki ga uporabljajo častniki pehote oz. vojnega letalstva. V skladu s Natovim standardom STANAG 2116 čin spada v razred O-5.

## Oznaka
Prvotna oznaka čina (1995-2002) je bila ista kot oznaka polkovnika, le da je namesto lipovega lista imela sidro.
Z reformo leto 2002 je bila uvedena nova oznaka čina, ki je sestavljena iz štirih širokih trakov s pentljo.

## Zakonodaja
Kapitane bojne ladje imenuje minister za obrambo Republike Slovenije na predlog načelnika Generalštaba Slovenske vojske.
Vojaška oseba lahko napreduje v čin kapitana bojne ladje, če je s činom kapitan fregate razporejen na dolžnost, za katero se zahteva čin kapitana bojne ladje ter je to dolžnost opravljal najmanj dve leti s službeno oceno »odličen«.
Pogoj za napredovanje v čin kapitana bojne ladje pa je še opravljeno višještabno vojaško izobraževanje in usposabljanje, katerega izvaja Poveljniško-štabna šola Slovenske vojske.